# Слободан Милановић
Слободан Милановић (Дубица, 27. август 1992) српски и босанскохерцеговачки је фудбалер. Игра на позицији нападача, а тренутно наступа за ХСК Посушје.

## Каријера
Милановић је фудбалску каријеру започео 2010. године у Српској лиги Београд играјући за ФК Београд. Од 2011. године играо је у Премијер лиги Босне и Херцеговине за Звијезду из Градачца, а касније за Рудар Приједор од 2013. године. Док је био у Звијезди, од јануара до јуна 2012. Милановић је као позајмљен играч наступао за Модричу.
Касније је играо у Првој лиги Републике Српске за фудбалски клуб Крупа, и са екипом је изборио улазак у Премијер лигу у сезони 2015/16. Године 2015. играо је у иностранству као позајмљени играч, у Канадској фудбалској лиги за клуб Вотерлу. По завршетку позајмице 2015. године, Милановић се вратио у Крупу. У мају 2018. године с Крупом је играо финале Купа БиХ 2017/18, поражени су од сарајевског Жељезничара.
Дана 12. јуна 2019. године, Милановић је након пет година напустио Крупу и потписао трогодишњи уговор са фудбалским клубом Сарајево. Званично је дебитовао за Сарајево 9. јула 2019, у поразу против шкотског Селтика у првом колу квалификација за Лигу шампиона 2019/20.
Милановић је прву утакмицу у првенству одиграо на гостовању 21. јула 2019, победом против домаћег Зрињског из Мостара резултатом 1:0. Први гол за Сарајево постигао је у првенственом мечу 29. септембра 2019, када су победили са 0:3 Младост Добој Какањ.

## Трофеји
Крупа
- Прва лига Републике Српске: 2015/16.
- Куп Босне и Херцеговине — финалиста: 2017/18.